# Lake Sherwood (Wisconsin)
Lake Sherwood – jednostka osadnicza w Stanach Zjednoczonych, w stanie Wisconsin, w hrabstwie Adams.